# أسفار مدينة الطين
أسفار مدينة الطين هي ثلاثية روائية للروائي الكويتي سعود السنعوسي، تتناول التاريخ الكويتي بصورة فتنازية لمرحلة ما قبل النفط، حيث يروي عن رحلات الغوص على اللؤلؤ في الكويت وبيوت الطين وموانئ الصيد. صدرت الرواية عن منشورات «مولاف» ودار «كلمات» في ثلاثة كتب:
السِّفر الأول: «سِفر العباءة»، 2023.
السِّفر الثاني: «سِفر التَبَّة»، 2023.
السِّفر الثالث: «سِفر العنفوز»، 2024.

## عن الرواية
عمل سعود السنعوسي على هذا المشروع الفنتازي منذ صيف 2015 على فترات متقطعة أصدر خلالها عملين روائيين، «حمام الدار» و«ناقة صالحة»، ثم انقطع لإنجاز عمله الأكبر في مسيرته الكتابية «أسفار مدينة الطين»، والذي تمثل حقبته الزمنية امتداداً أوسع لمشروعه الروائي السابق «ناقة صالحة»، الذي دارت أحداثه تزامناً مع خلفية تاريخية تمثلت في معركة الصريف 1901.
وتفترض الرواية الفنتازية أنها مكتوبة بقلم «صادق بوحدب»، أديب كويتي مهَّد السنعوسي لظهوره في نهاية رواية «ناقة صالحة»، شخصية متخيلة لروائي كويتي ينتمي إلى جيل أدباء الخمسينيات، حيث يسلم السنعوسي عهدة الرواية لكاتبه المتخيل بعد صفحة الإهداء. وتتخذ الرواية من مدينة الكويت مكاناً لوقوع الأحداث في عام 1920 زمن بناء سور الكويت الثالث، وتتسع جغرافيا العمل إلى جزيرة فيلكا زمن مقام الخضر وقرية الجهراء، في ذروة النشاط التبشيري لمستشفى الإرسالية الأمريكية الإنجيلية في الكويت في ظل معاهدة الحماية البريطانية وتهديدات حركة أخوان من طاع الله، في سنة مفصلية من تاريخ الكويت سنة معركة الجهراء، وتمتد أحداثها روائياً حتى سنة 1990 قبيل حرب الخليج الثانية، في قالب أحداث تدور على هامش التاريخ. ويستثمر العمل الأساطير الشعبية المحلية في خلق عوالمه الغرائبية، حيث يلملم السنعوسي شتات موروث الخرافات الشعبية، ويعيدها إلى جذور متخيلة لصنع أسطورته الشخصية.
تتناول الرواية عدة شخصيات تاريخية وأخرى أسطورية وشخصيات متخيلة منذ سنة 1920 وحتى يوليو 1990، ومن بينها الشخصية المحورية سليمان بن سهيل الذي يعود من رحلة الغوص في سبتمبر 1920 ويسمع ما يُشاع بأن زوجته التي أنجبت طفله الأول هي أخته من الرضاع، فيبدأ منذ تلك اللحظة وبعد اشتعال معركة الجهراء رحلة تصحيح الخطأ بعد فصله عن زوجته، ومحاولة استعادتها وإنقاذ ولده الرضيع من مصيره الصعب. وفي الجزء الثالث تبدو الأسطورة حاضرة أكثر من خلال إيجاد جذور وقصص للشخصيات الخرافية المحلية المعروفة مثل وحش البحر بودرياه وأم السعف والليف والطنطل.

## جوائز
- تأهلت الثلاثية الروائية «أسفار مدينة الطين» إلى القائمة القصيرة لجائزة الشيخ زايد للكتاب في دورتها الـ 19، (2024-2025).

## آراء حول الرواية
نشرت جريدة «الجريدة »الكويتية خبر صدور الجزء الثالث من الثلاثية في سبتمبر 2024 وأشارت إلى شهادات الروائيين والمثقفين العرب حولها:
«إن أسفار مدينة الطين تتخطى عتبة الرواية، وتحرج النوع: الرواية التاريخية. هي هذا كله وأكثر. ملحمة بالمعنى اليوناني، محكومة بتراجيدية خفية، وأحيانا ظاهرة عن الذين صنعوا لنا تاريخ اليوم وجغرافية الحاضر التي تدمينا وتجرحنا. هي نص المصائر المتقاطعة والأمكنة الرطبة والرمال التي نخفي سرها».
الروائي الجزائري واسيني الأعرج
«أهنئ سعود السنعوسي وأهنئ روايتنا العربية، عمل ملحمي وتأسيسي من الأعمال الكبيرة التي ستبقى طويلًا. عمل فريد بشخصياته وأحداثه وأساطيره، وبالبحر الذي هو شخصية حقيقية مذهلة في هذه الرواية».
الروائي الفلسطيني إبراهيم نصرالله
«جميل وثري ولافت هذا العالم الذي قادنا إليه سعود السنعوسي بدراية في رواية "أسفار مدينة الطين". سيل هادر من الخرافات والمعتقدات والأساطير والتواريخ والحكايا. تتقاطع وتتواشج وتتآلف فينهض بلد بأكمله (الكويت)، أبطاله عرافات وصيادو لؤلؤ وعلماء دين ورجال سياسية وتجار في فترة تاريخية حرجة بدأت فيها الحداثة تطل برأسها. و هذه اللغة متينة جزلة دقيقة موحية».
الروائي التونسي الحبيب السالمي
«أسفار مدينة الطين أنموذج للاشتغالات السردية الجادة التي تبرز الرواية من حيث هي عمل أدبي يتدخل في التاريخ والاجتماع والسياسة، عمل لا يهدف إلى مجرد الإمتاع بالحكي».
المفكر والناقد السعودي د. سعد البازعي
«أعتقد أنني لم أقرأ عملًا ملحميًّا منذ الحرافيش لنجيب محفوظ ومدن الملح لمنيف، ولا أستطيع إلا أن أضع هذا العمل في مصاف تلك الأعمال الملحمية».
الروائي العماني زهران القاسمي
«تكشف هذه الرواية بوضوح إلى أين يتجه المشروع الروائي لسعود السنعوسي، ويمكننا القول إن سعود في هذه الرواية يبدأ مرحلة جديدة في مشروعه الأدبي».
الروائي السوداني حمُّور زيادة
«ليس للمرء التنبّؤ بمستقبل الأدب العربي حتمًا، سيما وأن الخيبات أكثر من أن تُعدّ، إلا أن هذه الرواية حفرت لها مكانًا مستحقًا».
الناقد السوري يزن الحاج
«ثلاثية "أسفار مدينة الطين" عمل صبور، وملحمة سردية جسورة، ودرس في الثقافة الموسوعية وفن التقاط التفاصيل، ولا يملك القارئ بعد فراغه منها إلا أن يهنئ نفسه بتحفة سردية ملهمة ستبقى في ذاكرته طويلا. يستطيع سعود السنعوسي أن يستريح الآن بعد إنجازه رواية العمر هذه. ولكن هل سيفعل؟ أنا على ثقة أنه سيباشر فورا صعود قمة جديدة. وإنّا نحب ما يأتي به سعود».
الناقدة العمانية د. منى حبراس السليمية